# Włodzimierz Wójcicki
Włodzimierz Wójcicki (ur. 14 września 1933 w Warszawie, zm. 25 czerwca 2017 w Sanoku) – polski szablista, drużynowy mistrz świata (1959)

## Życiorys
Był zawodnikiem CWKS Warszawa i Warszawianki. Jego największym sukcesem w karierze było drużynowe mistrzostwo świata w 1959 (wystąpił tylko w pierwszym meczu eliminacyjnym).
Na mistrzostwach Polski w 1960 zdobył brązowy medal w turnieju indywidualnym. Był także mistrzem Polski w turnieju drużynowym w 1955 (z CWKS) i 1967 (z Warszawianką), wicemistrzem Polski w turnieju drużynowym (1956 w barwach ZS Start Warszawa, 1959, 1961, 1962, 1964, 1966 i 1968 z Warszawianką) oraz brązowym medalistą mistrzostw Polski w turnieju drużynowym (1958 i 1960 z Warszawianką). Po zakończeniu kariery zawodniczej pracował jako trener w Warszawiance (1968-1979) i austriackim Fecht Club Graz (1979-1988). 
Jego ojciec, Aleksander Wójcicki, był m.in. trenerem reprezentacji Polski seniorów (1958-1965 i 1968-1971).